# City of Joy
City of Joy is een Frans-Britse dramafilm uit 1992 onder regie van Roland Joffé. De film is gebaseerd op de roman La Cité de la joie van de Franse auteur Dominique Lapierre.

## Verhaal
Als een Amerikaanse chirurg een van zijn patiënten verliest op de operatietafel, besluit hij ontslag te nemen en naar India te vertrekken. Daar ontmoet hij een non die een ziekenhuis voor de armen wil stichten. Hij helpt mee aan de bouw van haar ziekenhuis.

## Rolverdeling
| Acteur          | Personage  |
| --------------- | ---------- |
| Patrick Swayze  | Max Lowe   |
| Om Puri         | Hasari Pal |
| Pauline Collins | Joan Betel |
| Shabana Azmi    | Kamla Pal  |
| Ashya Dharker   | Amrita Pal |